# Neoherminia nigridiscatalis
Neoherminia nigridiscatalis är en fjärilsart som beskrevs av Paul Dognin 1914. Neoherminia nigridiscatalis ingår i släktet Neoherminia och familjen nattflyn. Inga underarter finns listade i Catalogue of Life.